# Patricia de las Heras
Patricia de las Heras Fernández (Ibiza, 15 de junio de 1988) es una abogada y política española, diputada por Ibiza en el Parlamento de las Islas Baleares. Fue diputada en el Congreso de los Diputados por las Islas Baleares en la XIV legislatura.

## Biografía
Nació el 15 de junio de 1988, en la isla española de Ibiza. 
Tras realizar estudios en la Universidad de las Islas Baleares, la licenciatura en Derecho. También, tiene un grado profesional de piano por el conservatorio de música.
Ejerció la abogacía, trabajando en la banca y de funcionaria en el Consejo Insular de Formentera.

### Vida política
Actual diputada por Ibiza en el Parlamento de las Islas Baleares. También ejerció de diputada en el Congreso de los Diputados por las Islas Baleares en la XIV legislatura.